# XV интербригада имени Авраама Линкольна
Батальон имени Авраама Линкольна, также известная как Бригада имени Авраама Линкольна (англ. Abraham Lincoln Brigade) и батальон Линкольна-Вашингтона — вооружённое подразделение в составе интербригад, сформированное из американских добровольцев. Часть интернациональных сил, одним из руководителей которых был будущий президент Югославии Иосип Броз Тито.

## История
Батальон начал формироваться в 1937 году в городе Фигерас. Его основу составляли члены Коммунистической партии США, представители разных социалистических организаций, включая ИРМ.
За время своего нахождения в Испании с февраля 1937 года по 1939 год батальон принял участия во многих сражениях. К наиболее значимым можно отнести битву при Брунете, битву за Сарагосу, битву при Бельчите, Теруэльскую операцию и битву на Эбро. Из 2800 американцев, принимавших участие в гражданской войне, более 700 погибли от ран или болезней.
В 1939 году 16 американцам-добровольцам было предъявлено обвинение в пособничестве коммунистам (за участие в организации батальона).

## Известные члены батальона

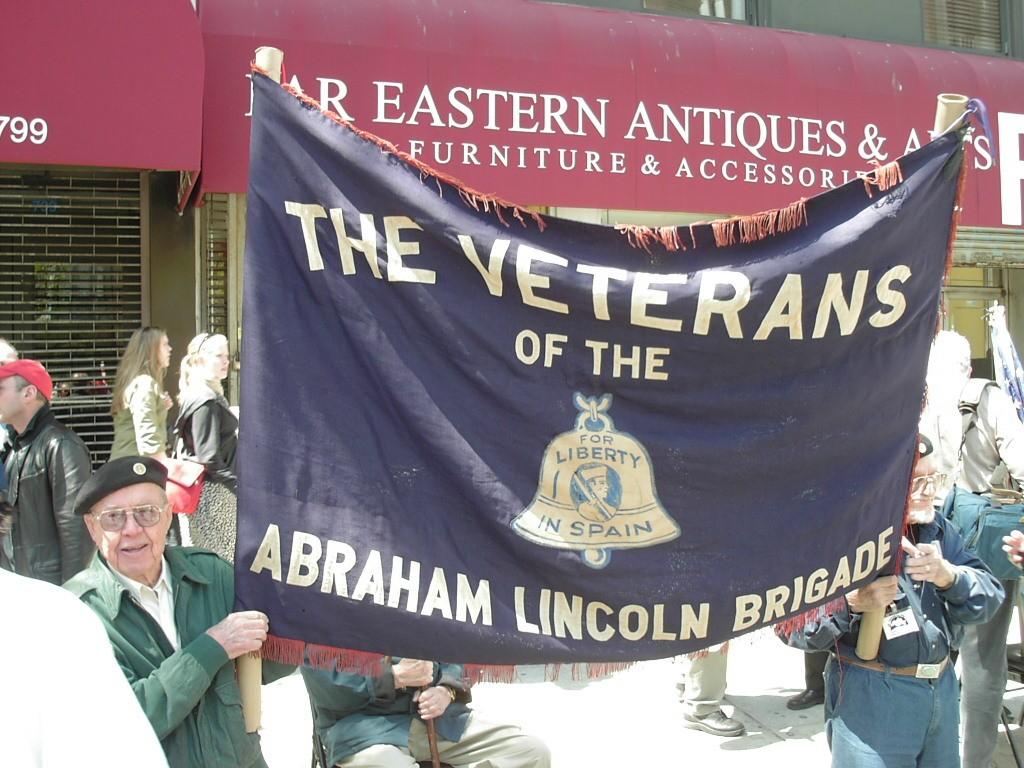
Ветераны батальона

- Герман Боттчер — дважды награждён крестом «За выдающиеся заслуги» (Вторая мировая война)[3].
- Эдвард Аллен Картер-младший — удостоен Медали Почёта (Вторая мировая война).
- Альва Бесси — американский сценарист, писатель, осуждён за подозрение в симпатии к Коммунистической партии США. Автор книги «Антиамериканцы» об интербригаде.
- Джон Гейтс — журналист, редактор газеты «Daily Worker».
- Роберт Клонски — американский активист, один из обвиняемых в нарушении «Акта Смита».
- Роберт Дж. Томпсон — удостоен креста «За выдающиеся заслуги». Один из обвиняемых в нарушении «Акта Смита». За свои убеждения был приговорён к трём годам лишения свободы.

## Память

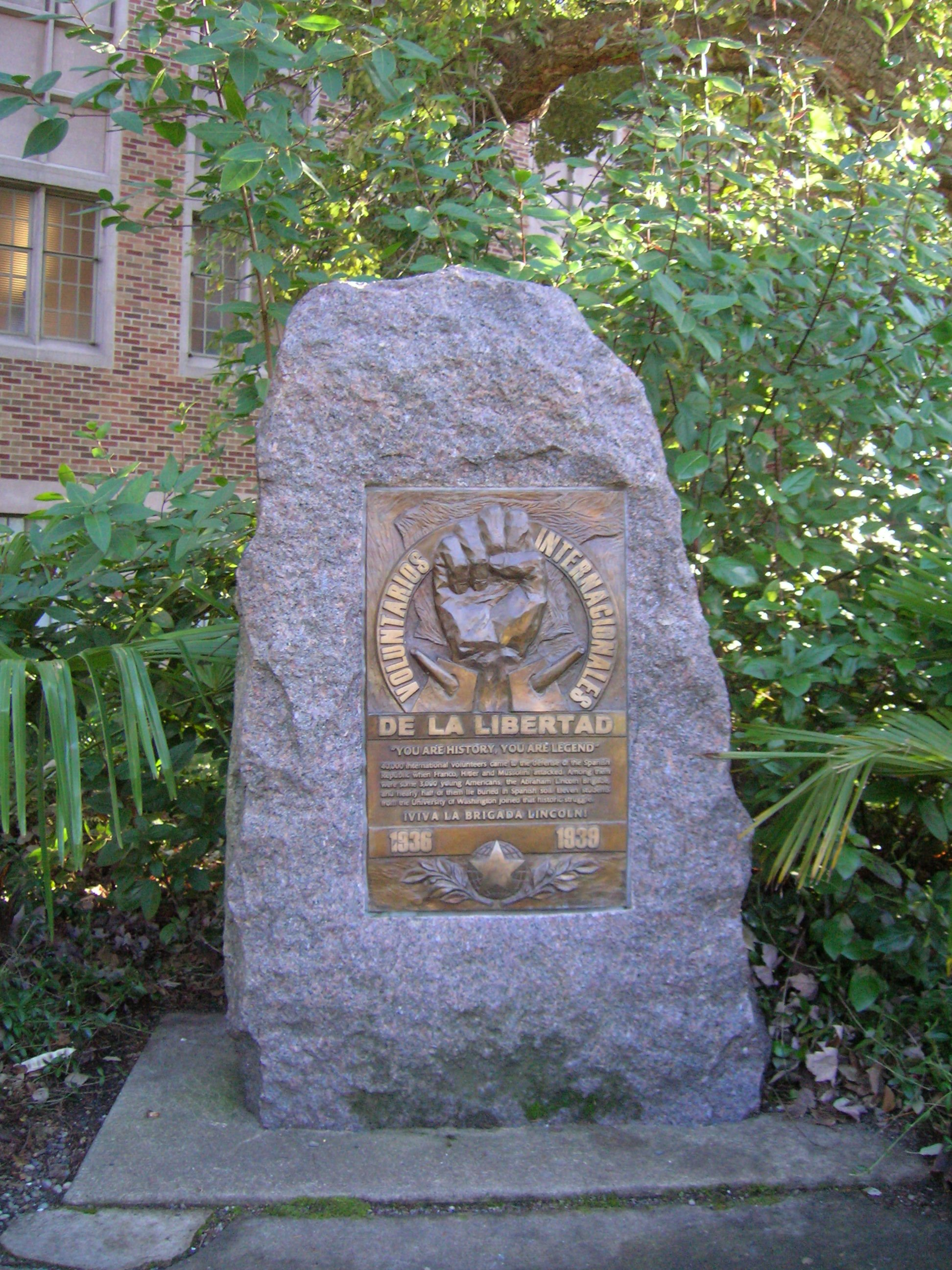
Монумент на территории студенческого городка университета Вашингтона в Сиэтле, посвящённый 11 студентам университета, воевавшим в Испании

В настоящее время в США находятся 4 монумента, посвящённые «батальону имени Авраама Линкольна»:
- В Сиэтле, на территории студенческого городка Вашингтонского университета.
- В парке Джеймса Мэдисона, в Мэдисоне[4].
- В Сан-Франциско.
- В северной части Городского колледжа Нью-Йорка.

## Факты
- Официальное название — «Бригада имени Авраама Линкольна», хотя по численности она является батальоном.
- Гимном батальона считается адаптированная под батальон песня Алекса МакДейда «Jarama Valley» — перетекстовка традиционной американской песни Red River Valley. В 1940-е — 1950-е годы песня входила в репертуар фолк-певца Вуди Гатри, а позже — Пита Сигера.